# Скорпіон (баліста)

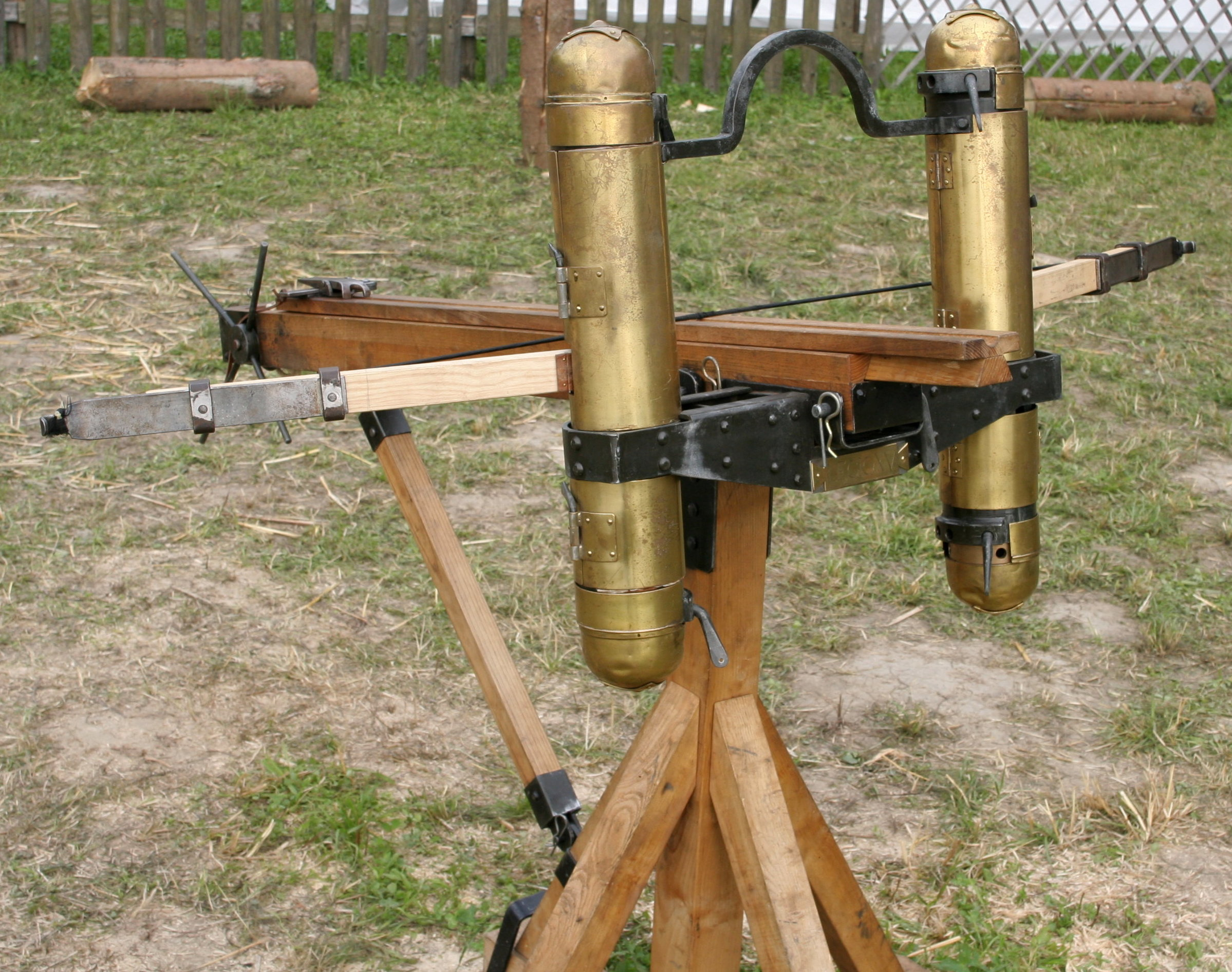
Реконструкція скорпіона

Скорпіон (лат. scorpio) — давньоримська торсійна метальна машина, винайдена в І сторіччі до нашої ери. Детальний опис цієї зброї було зроблено Вітрувієм. Скорпіон відзначався великою точністю, за що вороги Римської імперії жахались скорпіона.
Скорпіон належав до невеликих машин, та використовувався здебільшого для снайперської стрільби, ніж як облоговий механізм. Як пружний елемент використовувалася система торсіонів, що дозволяло досягати великої швидкості польоту стріл.
За часів республіки та ранньої Імперії, римський легіон зазвичай мав 60 скорпіонів (один на кожну центурію, в легіон входило 60 центурій, всього 6000 вояків). В легіоні скорпіон виконував здебільшого дві функції: пряма стрільба (міг влучити в будь-яку ціль в радіусі 100 метрів. Юлій Цезар описував визначну прицільність скорпіону при облозі міста Аварікум під час Гальської війни) та навісна стрільба (швидкострільність покращувалася, далекобійність підвищувалася, проте знижувалася прицільність).

## Сучасні реконструкції
Сучасні реконструкції допомогли встановити деякі цікаві факти. За своєю силою скорпіон усе ж таки є скоріш стрілецькою зброєю, аніж артилерією. Також виявилося, що завдяки специфічній формі стріл для скорпіонів (вони конічні й не мають пер) вони дуже погано рикошетять і зберігають здатність пробивати обладунки (природно, з певної відстані) при влучаннях у ціль під кутами до 45 градусів.